# Новый канал
«Новый кана́л» (укр. Новий канал) — украинский развлекательный телеканал.
Входит в медиахолдинг «Starlight Media», принадлежащий украинскому олигарху Виктору Пинчуку.

## История
27 февраля 1998 года «Новый канал» начал техническое вещание на частоте «СТБ». Он делил сетку вещания с каналом «СТБ» и вещал в нерейтинговое время — с 10:00 до 16:00 (по будням), с 12:00 до 17:00 (по выходным). Эфир канала состоял из художественных и документальных фильмов, как западных, так и постсоветских, видеоклипов (в программе «Новая музыка на Новом канале»), а также развлекательной рубрики «Отдохнём от занятий». Он стал первым телеканалом на Украине, который начал вещание в PAL.
Потом канал получил отдельную частоту в Киеве (52 ТВК), на которой впервые вышел в эфир 15 июля 1998 года в 8:30 утра, когда состоялся первый прямой эфир, который вели ведущие Лидия Таран и Анастасия Образцова. Сразу, сменилось качество изображение с PAL на SECAM. Поменялось также программное наполнение канала, а также время вещания. Если раньше канал вещал в дневное время, то тогда он вещал каждый день с 8:30 утра до 0:30-1:00 ночи. Основу эфира, как и раньше, занимали художественные, документальные и мультипликационные фильмы. Однако в перерывах между ними могла выходить «Студия» — онлайн-проект, который в зависимости от времени мог называться: «Студия. Утро», «Студия. День», «Студия. Вечер», «Студия. Ночь».
Сначала это был городской телеканал, вещавший только в Киеве. С 1999 года — ещё в шести областных центрах Украины, с 2000 года вещание проводилось в 17 больших городах. С первых дней позиционирует себя как общенациональный телеканал для «молодых людей от 14 до 30 лет с активной жизненной позицией, постоянно интересующиеся чем-то новым, свободных от консервативных взглядов, любящих жизнь во всех её проявлениях».
В апреле 1999 года на канал пришла команда менеджеров во главе с Александром Ткаченко после скандала с закрытием программы «Послесловие» на «1+1». С его приходом политика канала изменилась на более широкую аудиторию. С 14 июня 1999 года в эфире канала появилась информационная программа «Репортёр», которая была ориентирована на подачу в эфир оперативных новостей. Первой ведущей была Иванна Найда. 17 июня того же года началось утреннее шоу «Подъём» с Машей Ефросининой и Юрием Горбуновым.
1 декабря 1999 года телеканал вышел за пределы столицы, началось вещание в шести областных центрах Украины: Донецке, Харькове, Кировограде, Полтаве и Херсоне. Региональное развитие «Нового канала» осуществляется по принципу телевизионной сети.
20 декабря 2000 года начал спутниковое вещание.
6 февраля 2001 года канал официально открыл веб-сайт: www.novy.tv.
1 марта 2001 года телеканал первым на Украине перешёл на круглосуточное вещание. В тот же день запустился в эфир проект «Зона ночи», который с 2005 года стал познавательно-культурологическим проектом и долгожителем ночного эфира канала.
2 сентября 2008 года занял лидирующую позицию по коммерческой аудитории 14-49 (города 50+): доля аудитории возросла до 13,83 %.
11 ноября 2009 года глава Наблюдательного совета телегруппы Елена Пинчук провела презентацию бренда StarLightMedia, объединившего лидеров медиарынка Украины — Новый канал, ICTV, СТБ, М1, М2 и Куй-ТБ.
С осени 2011 года телеканал входит во второй мультиплекс эфирного цифрового вещания (МХ-2).
В 2014 году «Новый канал» критиковали за трансляцию на нём российских сериалов. По результатам мониторингов активистов кампании «Бойкот российского кино», за период с 8 по 14 сентября на телеканале демонстрировали 7 ч. 35 мин. российского контента на сутки.
С 6 июля 2015 года была запущена новая сетка вещания на развлекательную тематику. Были убраны информационные и спортивные программы, остались только анимационные и художественные фильмы, телесериалы, а также развлекательные шоу.
15 июля 2018 года телеканал перешёл на широкоформатный формат вещания (16:9), а также сменил логотип и графическое оформление.
В связи с вторжением России на Украину 24 и 25 февраля 2022 года телеканал круглосуточно транслировал информационный марафон «Единые новости». С февраля по апрель телеканал перепрограммировал свой эфир для детской и подростковой аудитории. В эфире отсутствовала реклама.

## Руководство
Телеканал входит в холдинг StarLightMedia, который возглавляется Владимиром Бородянским и принадлежит Виктору Пинчуку.
До 2003 года контроль над каналом имела российская «Альфа-Групп» (через аффилированный с ним украинский «Альфа-банк»), но в течение 2003—2004 годов акции у него выкупили структуры, близкие к Виктору Пинчуку.
С 1999 года по декабрь 2004 года канал возглавлял Александр Ткаченко.
С января 2005 по май 2012 года руководителем была Ирина Лысенко.
С 15 мая 2012 по март 2019 года генеральным директором канала был Владимир Локотко.
С марта 2019 по январь 2020 года этот пост занимал Алексей Гладушевский.
С 13 января 2020 года генеральным директором канала является Ольга Задорожная.

## Статистика
С 1999 года по рейтингам Новый канал занимал третье место после «Интер» и 1+1, в 2006 году вышел на второе место.
В течение нескольких лет наблюдалось снижение рейтингов и доли канала. По итогам 2004 года она составила 10,11 % (по традиционной методике измерения «50+»), 2005 — 9,1 %, 2006 — 8,5 %, 2007 — 7,42 %. Ситуация радикально изменилась в 2008 году. Удачное программирование и закупочная политика позволили по итогам года достичь доли 9,31 %, а в 2009 — 9,56 % и получить второе место среди украинских телеканалов (после «Интера»). В 2010 году показатели вновь снизились — до 8,64 % (4-е место), а в 2011 году упали — до 6,45 % (6-е место), в 2012 — до 6,24 %, в 2013 — до 6,17 %. В 2014 доля канала составила 6,23 %, в 2015 — 6,66 %, в 2016 — 7,01 %, в 2017 — 6,72 %, в 2018 — 7,1 %.

## Лица канала[18]
- Сергей Притула
- Александр Педан
- Леся Никитюк
- Елена-Кристина Лебедь
- Андрей Шабанов
- Ирина Хоменко
- Алла Костромичёва
- Сергей Никитюк
- Юлия Панкова
- Елена Филонова
- Соня Плакидюк
- Евгений Кошевой
- Владимир Ковцун
- Владимир Жогло
- Сергей Полупан
- Виталий Тыльный
- Валентин Сергийчук
- Валентин Чернявский
- Анастасия Кошман
- Анна Олицкая
- Богдан Шелудяк

## Телепрограммы
- «Орёл и решка» (ранее на телеканале «Интер»)
- «Хто проти блондинок?» (рус. Кто против блондинок?)
- «Ревізор» (рус. Ревизор)
- «Ревізор: Магазини» (рус. Ревизор: Магазины)
- «Страсті за Ревізором» (рус. Страсти по Ревизору)
- «Хто зверху?» (рус. Кто сверху?)
- «Топ модель по-українськи» (рус. Топ модель по-украински)
- «СуперІнтуїція» (рус. Суперинтуиция)
- «Аферисти в сітях» (рус. Аферисты в сетях)
- «Дешево та сердито» (рус. Дёшево и сердито)
- «Кохання на виживання» (рус. Любовь на выживание)
- «Вар’яти» (рус. Варьяты)
- «Діти проти зірок» (рус. Дети против звёзд)
- «Де логіка?» (рус. Где логика?)
- «Від пацанки до панянки» (рус. От пацанки к барышне, ранее на телеканале «1+1»)
- «Пацанки. Нове Життя» (рус. Пацанки. Новая Жизнь)
- «Таємний агент» (рус. Тайный агент)
- «Таємний агент. Пост-шоу» (рус. Тайный агент. Пост-шоу)
- «Заробітчани» (рус. Заробитчане)
- «Екси» (рус. Эксы)
- «Подіум» (рус. Подиум)
- «7Я Рози» (рус. 7Я Розы)
- «Половинки»
- «Improv Live Show»
- «Шалена зірка» (рус. Безумная звезда)
- «Le Маршрутка»
- «У кого більше?» (рус. У кого больше?)
- «Пекельна кухня» (рус. Адская кухня, ранее на телеканале «1+1»)
- «Пара на мільйон» (рус. Пара на миллион)
- «На ножах» (ранее на телеканале «1+1»)
- «Ревізори на порозі» (рус. Ревизоры на пороге)

### Новогодние проекты
- 31 декабря 1999 — «Планета 2000»
- 31 декабря 2000 — «Новый год по-новому»
- 31 декабря 2001 — «Новый год по-новому». Трансляция с Майдана Независимости
- 31 декабря 2002 — «Новый год на Майдане»
- 31 декабря 2003 — «Лучшие песни года»
- 31 декабря 2004 — «Неголубой огонек 2005»
- 31 декабря 2005 — «Караоке по-новому»
- 31 декабря 2006 — «Сенсация! Новый год!» и «Караоке на Новом»
- 31 декабря 2007 — «Новогодние приключения Букиных на Фабрике звезд»
- 31 декабря 2009 — «Фабрика звёзд. Гала-концерт» и «Файна Юкрайна. Новый год»
- 31 декабря 2010 — «Сделай мне смешно-2011»
- 31 декабря 2011 — «Ночь подарков»
- 31 декабря 2012 — «Шоумастгоуон»
- 30 декабря 2020 — «Несколько пародий»
- 31 декабря 2020 — «Варьяты-шоу»

## Телесериалы
- «Голова»
- «Зв'язок» (рус. Связь)
- «Молода» (рус. Молодая)
- «Полкан»
- «Новенька» (рус. Новенькая)
- «Перші ластівки» (рус. Первые ласточки)
- «Подорожники»
- «Медфак»
- «Чаклунки» (рус. Колдуньи)
- «Будиночок на щастя» (рус. Домик на счастье)
- «Київ вдень та вночі» (рус. Киев днём и ночью)

## Мультсериалы
- «Губка Боб Квадратные Штаны»
- «Маска»
- «Джуманджи»
- «Лунтик и его друзья»
- «Смешарики»
- «Том и Джерри»
- «Майлз из будущего»
- «Барбоскины»
- «Приключения Джеки Чана»
- «Кухня»[19]